# Liste der Mitglieder der Deutschen Akademie der Naturforscher Leopoldina/1869
Die Liste der Mitglieder der Deutschen Akademie der Naturforscher Leopoldina für 1869 enthält alle Personen, die im Jahr 1869 zum Mitglied ernannt wurden. Insgesamt gab es zehn neu gewählte Mitglieder.

## Mitglieder
| Nr.  | Name                       | Beiname              | Geboren       | Aufnahme | Gestorben     | Bild                                    |
| ---- | -------------------------- | -------------------- | ------------- | -------- | ------------- | --------------------------------------- |
| 2093 | Adolph Bastian             | Plato III.           | 26. Juni 1826 | 1. Jan.  | 2. Feb. 1905  | Adolph Bastian                          |
| 2094 | Emil Dursy                 | Joh. Bapt. Spix      | 5. Apr. 1828  | 1. Jan.  | 17. März 1878 | Emil Dursy                              |
| 2095 | Freimund Edlich            | F. Kaulfuss          | 15. Dez. 1836 | 1. Jan.  | 7. Apr. 1891  |                                         |
| 2096 | Wilhelm August Eichler     | Marcgrave            | 22. Apr. 1839 | 1. Jan.  | 2. März 1887  | Wilhelm August Eichler                  |
| 2097 | Adelbert Geheeb            | C. Ch. Funck         | 21. März 1842 | 1. Jan.  | 13. Sep. 1909 |                                         |
| 2098 | August von Pelzeln         | Lafrénayes           | 10. Mai 1825  | 1. Jan.  | 2. Sep. 1891  | August von Pelzeln                      |
| 2099 | Heinrich Wilhelm Reichardt | Joh. Hedwig III.     | 16. Apr. 1835 | 1. Jan.  | 2. Aug. 1885  | Heinrich Wilhelm Reichardt im Jahr 1876 |
| 2100 | Alois Rogenhofer           | Megerle von Mühlfeld | 22. Dez. 1831 | 1. Jan.  | 15. Jan. 1897 |                                         |
| 2101 | Gustav Adolph Spiess       | Wenzel               | 4. Dez. 1802  | 1. Jan.  | 22. Juni 1875 | Gustav Adolph Spiess                    |
| 2102 | Friedrich Welwitsch        | Brotero              | 25. Feb. 1806 | 1. Jan.  | 20. Okt. 1872 | Friedrich Welwitsch                     |